# Princess Seaways
Il Princess Seaways è un traghetto appartenente alla compagnia di navigazione danese DFDS.

## Servizio
Varato il 30 novembre 1985 nel cantiere navale Schichau Seebeckswerft AG di Bremerhaven con il nome di Peter Pan e consegnato il 30 maggio 1986 alla TT-Line, prende servizio il 2 giugno nei collegamenti tra Trelleborg e Travemünde.
Nel dicembre del 1990 viene venduto all'australiana TT-Line Company, con consegna prevista a settembre 1993.
Il 31 agosto 1993 termina il servizio sulla Travemünde-Trelleborg e viene trasferito nei cantieri navali Lloyd Werft di Bremerhaven, dove viene ribattezzato Spirit of Tasmania il 30 settembre.
Trasferito in Australia, il 28 novembre prende servizio nei collegamenti tra Devonport e Melbourne.

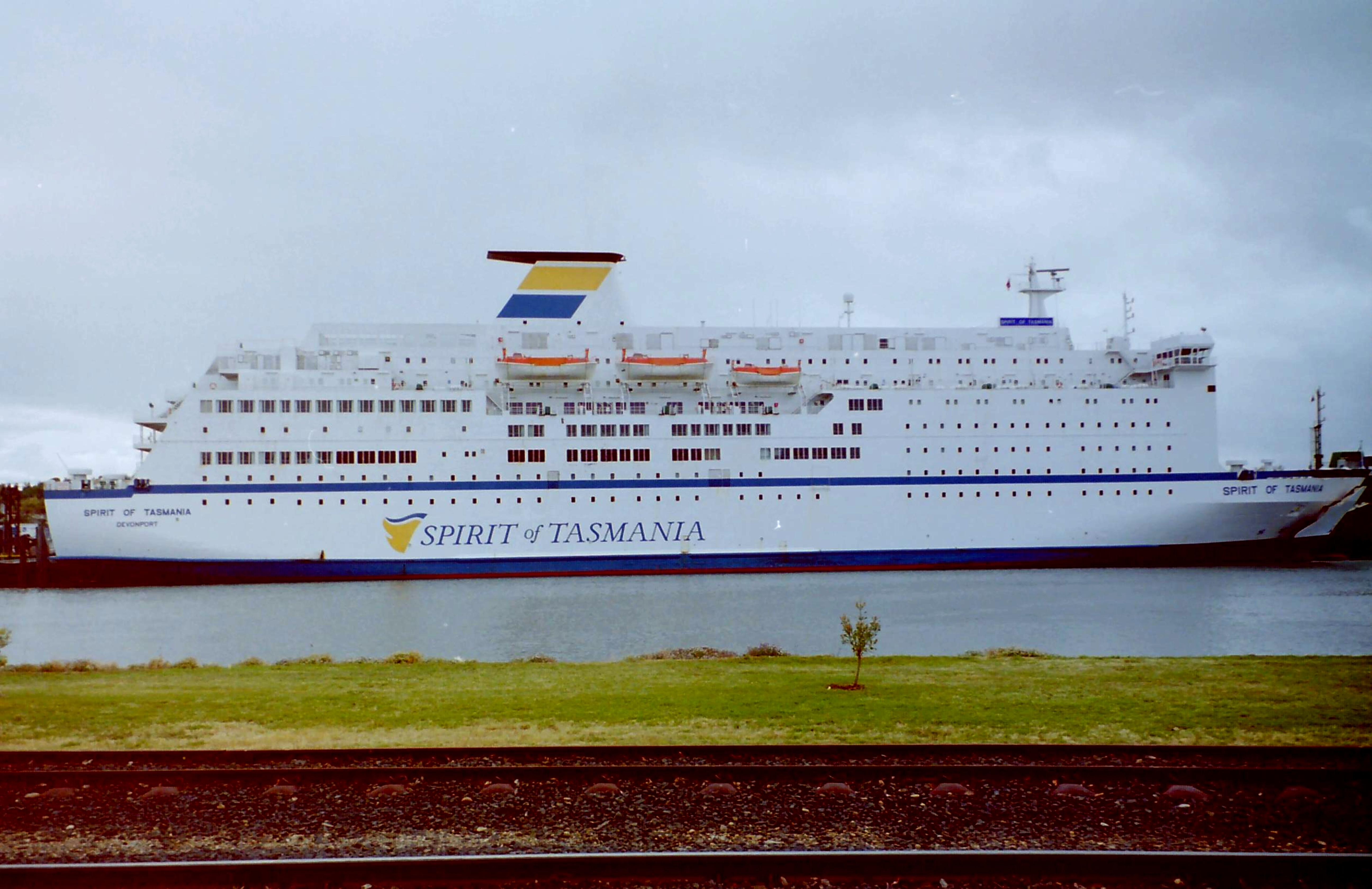
Lo Spirit of Tasmania ormeggiato a Devonport nel 1998.

Il 5 settembre 1999, durante la navigazione verso Melbourne, si verifica un grave guasto in sala macchine e viene trasferito in cantiere a Devonport. Il 21 settembre torna regolarmente in servizio.
Il 1º settembre 2002 viene posto fuori servizio ed il 7 settembre viene disarmato a Sydney e messo in vendita.
L'11 dicembre 2002 viene venduto alla Fjord Line per 260 milioni di corone norvegesi ed il 24 dicembre salpa con il nome troncato in Spir da Sydney per i cantieri di Frederikshavn, dove verrà sottoposto ad intensi lavori di ristrutturazione, per un costo totale di circa 95 milioni di corone norvegesi.
Nel marzo del 2003 viene ribattezzato Fjord Norway e l'8 aprile prende servizio nei collegamenti tra Bergen, Haugesund, Egersund e Hanstholm.

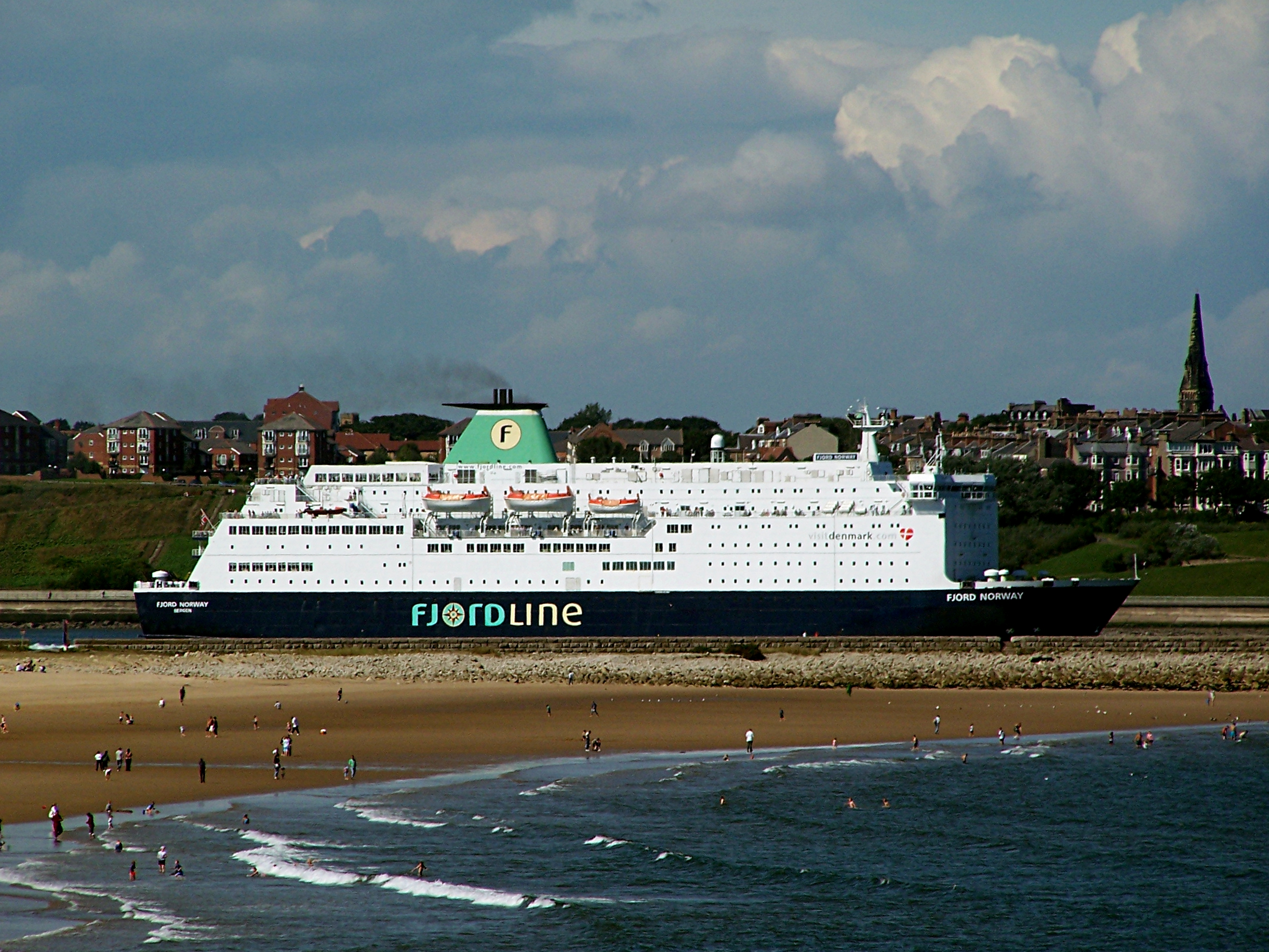
Il Fjord Norway in partenza da Newcastle nel 2006.

Dal 17 novembre 2005 opera anche nei collegamenti tra Bergen, Stavanger e Newcastle, continuando tuttavia ad operare anche sulla precedente rotta.
Il 6 settembre 2006 viene venduto alla DFDS, con consegna prevista il 16 ottobre successivo.
Il 12 ottobre termina il servizio per Fjord Line e salpa da Bergen per Frederikshavn, dove viene consegnato due giorni dopo alla DFDS, dalla quale viene ribattezzato Princess of Norway.
Il 9 novembre 2006 prende servizio nei collegamenti tra Bergen, Stavanger e Newcastle.

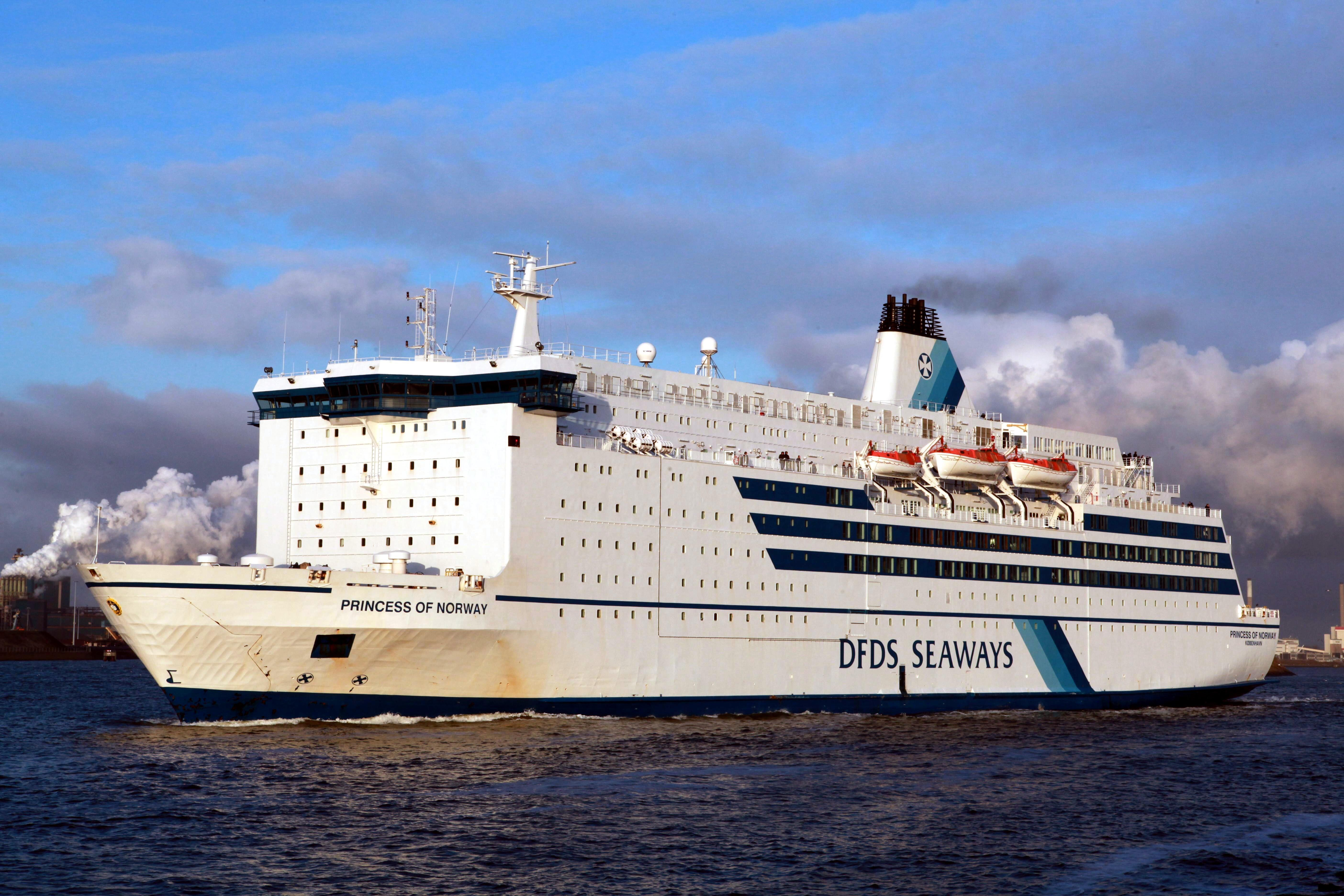
Il Princess of Norway in navigazione nel 2010.

Il 29 maggio 2007 viene trasferito nei collegamenti tra Newcastle e IJmuiden, dove opera tutt'oggi in coppia con il gemello King of Scandinavia.
Il 17 febbraio 2011 viene ribattezzato Princess Seaways.
Il 18 febbraio 2011 scoppia un incendio a bordo del traghetto, prontamente domato dall'equipaggio. Tuttavia, a causa dei danni riportati dell'incendio, viene trasferito in cantiere a Frederikshavn, dove viene riparato. Il 26 febbraio torna regolarmente in servizio.

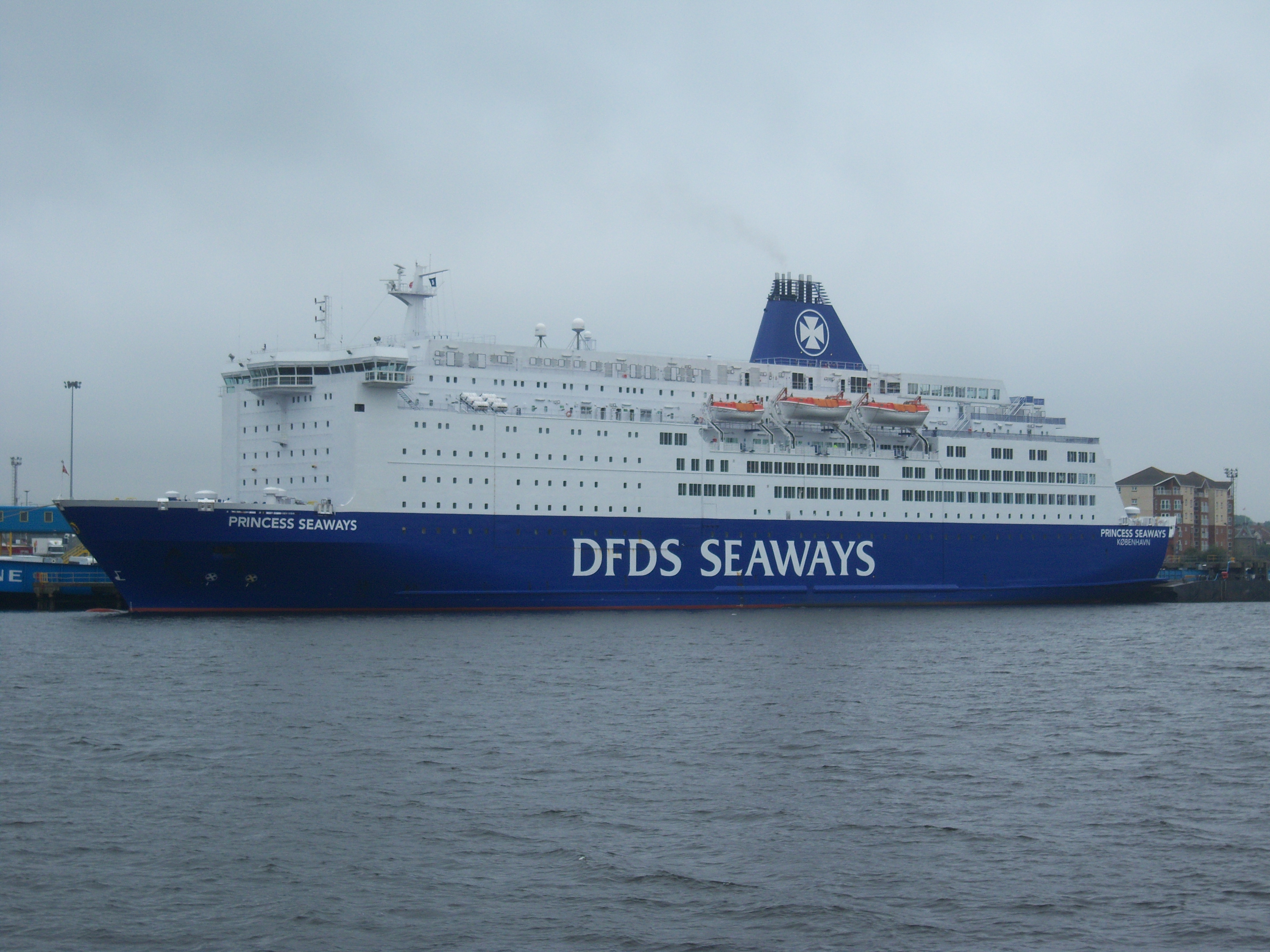
Il Princess Seaways ormeggiato a Newcastle nel 2014.

Il 29 dicembre 2015 rompe gli ormeggi a Newcastle a causa del forte vento.
Dal 9 al 23 marzo 2019 opera nei collegamenti tra Klaipėda e Karlshamn. Il 27 marzo torna in servizio sulla propria rotta.
Il 22 marzo 2020, in seguito alla chiusura delle frontiere a causa della pandemia di COVID-19, viene disarmato a IJmuiden.
Il 17 luglio torna regolarmente in servizio sulla Newcastle-IJmuiden.

## Navi gemelle
- GNV Atlas
- GNV Cristal
- King Seaways